# Escalante, Mexiko
Escalante är en ort i Mexiko.   Den ligger i kommunen Doctor Mora och delstaten Guanajuato, i den centrala delen av landet, 220 km nordväst om huvudstaden Mexico City. Escalante ligger 2 159 meter över havet och antalet invånare är 498.
Terrängen runt Escalante är kuperad österut, men västerut är den platt. Terrängen runt Escalante sluttar västerut. Runt Escalante är det ganska glesbefolkat, med 36 invånare per kvadratkilometer. Närmaste större samhälle är San José Iturbide, 15,5 km sydväst om Escalante. Trakten runt Escalante består i huvudsak av gräsmarker.